# Phrynobatrachus cricogaster
Phrynobatrachus cricogaster là một loài ếch trong họ Petropedetidae. Nó được tìm thấy ở Cameroon và Nigeria. Các môi trường sống tự nhiên của chúng là các khu rừng ẩm ướt đất thấp nhiệt đới hoặc cận nhiệt đới, các khu rừng vùng núi ẩm nhiệt đới hoặc cận nhiệt đới, sông, và các khu rừng trước đây bị suy thoái nặng nề. Loài này đang bị đe dọa do mất môi trường sống.

## Mô tả

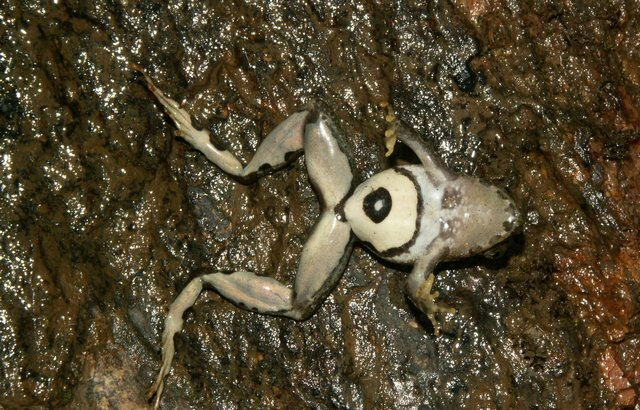
Nhìn từ phía bụng, có thể thấy rõ hoa văn "mắt bò" đặc trưng

Con đực trưởng thành có chiều dài từ 20–24 mm và con cái trưởng thành dài từ 30–32 mm tính từ mõm đến hậu môn. Cơ thể có dáng thon gọn với mõm tù. Màng nhĩ hiện rõ. Các ngón tay có đầu tù, hầu như không giãn ra và không có màng, trong khi các ngón chân hơi giãn, có đĩa rõ ràng và màng kéo dài đến khoảng ba phần tư chiều dài ngón.
Phần lưng thường có màu nâu đen, đồng nhất hoặc xuất hiện một số đốm lớn màu nâu đỏ ở khu vực xương bả vai. Các chi sau có các dải màu nâu đỏ, trong khi khu vực hậu môn có màu kem. Vùng họng có màu xám, với một đốm màu kem ở giữa, gần ngực. Phần bụng có một vòng tròn tối nhỏ ở trung tâm, có thể có phần tâm màu trắng, được bao quanh bởi một vòng tròn hoàn chỉnh hoặc không hoàn chỉnh, tiếp giáp với ngực và háng.
Con đực có túi thanh quản nằm dưới cổ họng, và vùng cổ họng thường có màu rất tối.

## Môi trường sống và bảo tồn
Phrynobatrachus cricogaster sinh sống tại các khu vực rừng nguyên sinh và thứ sinh ở vùng dưới núi và trên núi, bao gồm cả các khu rừng bị thoái hóa và các bụi rậm, ở độ cao từ 850–1.850 m so với mực nước biển. Loài này sinh sản trong các vũng nước tĩnh lặng dọc theo các dòng suối trên núi.
Mặc dù có thể xuất hiện với số lượng lớn tại một số địa phương, chẳng hạn như trên Núi Manengouba, quần thể của Phrynobatrachus cricogaster nhìn chung đang có xu hướng giảm. Nguyên nhân chính là do sự mở rộng của các hoạt động nông nghiệp, khai thác gỗ và các khu định cư của con người, đặc biệt khi những hoạt động này làm mất đi đáng kể môi trường sống tự nhiên của loài.
Loài này được ghi nhận xuất hiện trong Công viên quốc gia Cross River ở Nigeria.